# Neolindbergia cladomnioides
Neolindbergia cladomnioides là một loài rêu trong họ Pterobryaceae. Loài này được H. Akiy. mô tả khoa học đầu tiên năm 1991.